# افا، کرسیکا
افا (به فرانسوی: Afa) یک کمون در فرانسه است که در canton of Ajaccio-7 واقع شده‌است. افا ۱۱٫۸۴ کیلومتر مربع مساحت دارد ۱۱۰ متر بالاتر از سطح دریا واقع شده‌است.